# David Minge
David Minge (Clarkfield, 19 marzo 1942) è un politico e giudice statunitense. Fu membro della Camera dei rappresentanti per il Partito Democratico-Contadino-Laburista per il 2º distretto dello stato del Minnesota dal 1993 al 2001 e giudice della Corte d'appello del Minnesota dal 2002 al 2012.

## Biografia e carriera
Minge nacque a Clarkfield e crebbe a Worthington, in Minnesota; si diplomò al St. Olaf College e conseguì una laurea in giurisprudenza presso la scuola di legge dell'Università di Chicago.
Dopo la laurea si trasferì a Minneapolis, dove praticò la professione legale per diversi anni. Gli fu poi offerta una cattedra alla scuola di legge dell'Università del Wyoming. dove insegnò per sette anni. Si trasferò in seguito a Montevideo, in Minnesota, dove lavorò presso uno studio legale locale, fu membro del consiglio scolastico e si impegnò attivamente negli affari della comunità. Durante questo periodo fu anche consulente della Commissione Giustizia della Camera.

## Politica
Prestò servizio nel Consiglio Scolastico di Montevideo dal 1989 al 1992.
Minge entrò alla Camera nel 1993 e fece parte della Blue Dog Coalition, composta da democratici del Congresso moderati e conservatori. Fu sostenitore del Conservation Reserve Enhancement Program (CREP), un partenariato federale-statale per migliorare la qualità dell'acqua e proteggere l'ambiente. Minge fu rieletto per quattro volte e perse di misura l'elezione al quinto mandato contro Mark Kennedy nel 2000. Dopo la sua prima elezione alla Camera, Minge aprì un ufficio a Windom, e il consiglio comunale di Windom dichiarò il 20 marzo 1993 "Giorno del Deputato David Minge".

## Giudice della Corte d'appello
Nel 2002 il governatore Jesse Ventura nominò Minge giudice della Corte d'appello del Minnesota per il secondo distretto congressuale, la stessa area che aveva rappresentato al Congresso. Nel 2012 si ritirò dal servizio attivo.